# Søren Søndervold
Søren Søndervold er en dansk film fra 1942. Manuskript Svend Rindom, efter Alexander Kiellands roman, Jacob. Instruktion Lau Lauritzen jun.
Blandt de medvirkende kan nævnes:

## Medvirkende
- Ebbe Rode
- Bodil Kjer
- Poul Reumert
- Rasmus Christiansen
- Ib Schønberg
- Karen Lykkehus
- Maria Garland
- Lisbeth Movin
- Agnes Rehni
- Karl Gustav Ahlefeldt
- Randi Michelsen
- Ellen Margrethe Stein
- Henry Nielsen
- Ejner Federspiel